# Hydromanicus feminalis
Hydromanicus feminalis là một loài Trichoptera trong họ Hydropsychidae. Chúng phân bố ở miền Cổ bắc.